# Giuseppina Macrì
Giuseppina Macrì, detta Pina (Crotone, 3 settembre 1974), è una judoka italiana.
Ha partecipato con la selezione italiana di judo ai Giochi olimpici di Atene 2004, nella categoria 48 kg.

## Palmarès
- Giochi del Mediterraneo
  -  Bronzo - Bari (1997)
  -  Argento - Tunisi (2001)
- Campionati italiani di judo
  -  Oro - Ostia (1996)
  -  Oro - Ostia (1997)
  -  Oro - Mestre (1998)
  -  Oro - Foligno (2000)
  -  Oro - Ostia (2001)
  -  Oro - Napoli (2002)
- Campionati mondiali universitari di judo
  -  Oro - Praga (1999)
- Campionati europei di judo
  -  Bronzo - Parigi (2001)
  -  Bronzo - Maribor (2002)
  -  Argento - Düsseldorf (2003)
- Campionati europei a squadre di judo
  -  Bronzo - Madeira (2001)
- Campionati mondiali di judo
  -  Bronzo - Monaco di Baviera (2001)
- World Masters Games
  -  Bronzo - Monaco di Baviera (2001)